# Longtown Castle

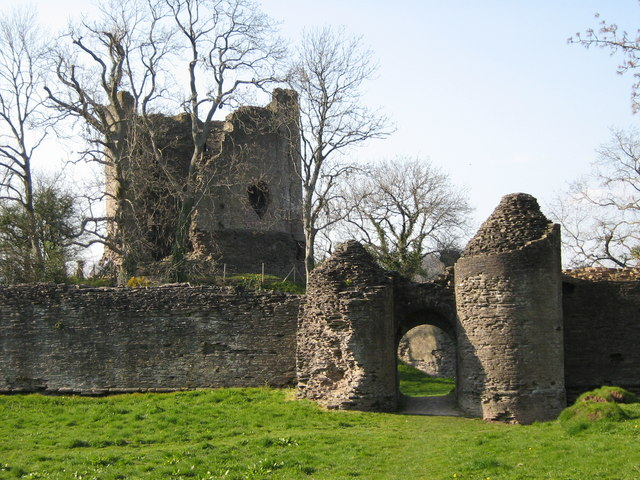
Donjon und inneres Torhaus von Longtown Castle 2007

Longtown Castle, früher auch Ewias Lacey Castle genannt, ist eine Burgruine im Dorf Longtown in der englischen Grafschaft Herefordshire. Die normannische Motte, die Hugh de Lacy um 1175, womöglich auf der Basis römischer Erdwerke erbauen ließ, ist von ungewöhnlicher Konstruktion mit drei Burghöfen und zwei großen Einfriedungen, die die benachbarte Siedlung schützen sollten. Anfang des 13. Jahrhunderts wurde die Burg in Stein neu erbaut. Sie erhielt einen runden Donjon auf dem Mound und ein Torhaus am Zugang vom westlichen äußeren Hof zum westlichen inneren Hof. Im 14. Jahrhundert war Longtown Castle verfallen. Während des Aufstandes von Owain Glyndŵr 1403 wurde es nicht wieder nutzbar gemacht, sondern verfiel weiter. Heute steht die Ruine unter der Verwaltung von English Heritage und dient als Touristenattraktion.

## Geschichte

### Frühere Befestigungen
Es ist nicht sicher, wann die erste Festung in Longtown errichtet wurde. Die ersten Verteidigungsanlagen könnten schon in der Eisenzeit, in der Römerzeit oder in der angelsächsischen Periode gebaut worden sein, aber dafür gibt es keine Beweise. Sollten tatsächlich römische Verteidigungsanlagen auf dem Gelände gebaut worden sein, so geschah dies vermutlich wegen der Römerstraße, die dort vorbeiführte, und diese Verteidigungsanlagen wurden wahrscheinlich beim Bau der heutigen Burg weiterverwendet, deren Erdwerke rechtwinklige Ecken haben, so wie das bei römischen Forts üblich war, aber normalerweise nicht bei englischen Burgen aus dem 12. Jahrhundert.

### Erste Burg

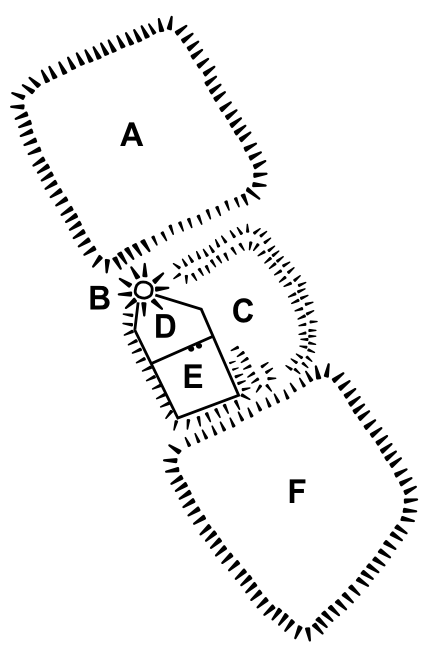
Grundriss der Burg: A – nördliche Einfriedung der Siedlung; B – Mound; C – östlicher Hof; D – innerer westlicher Hof; E – äußerer westlicher Hof; F – südliche Einfriedung der Siedlung

Nach der normannischen Eroberung Englands und Wales’ Ende des 11. Jahrhunderts wurde eine kleine Burg am Pont Hedre, nahe der heutigen Burgruine, entweder für Roger de Lacy oder Pain FitzJohn errichtet, um den dortigen Flussübergang zu sichern. Longtown Castle wurde dann als Ersatz für diese erste Burg gebaut, vermutlich um 1175 auf Geheiß von Hugh de Lacy, einem erfolgreichen Günstling von König Heinrich II. und Verwalter des kürzlich eroberten Irland. Hugh de Lacy hatte die Ländereien um Ewias Lacey, ein wichtiges Marcher-Lord-Territorium, in den 1160er- und Anfang der 1170er-Jahre erworben. Die neue Burg wurde gelegentlich auch nach der größeren Herrschaft Ewias Lacey Castle genannt; „Ewias“ bedeutete dabei „Schafdistrikt“.
Longtown Castle wurde als Motte auf einer Erhebung entlang des River Monnow angelegt. Weitere verteidigbare Stellung auf Erhebungen gab es in der Nähe, aber der Standort der Burg war strategisch gut, da er nahe am Fluss, einem bedeutenden Verkehrsweg, lag. Es hatte einen 10 Meter hohen Mound und einen Burghof mit ungewöhnlich rechteckigem Grundriss, 125 Meter × 110 Meter, in drei Teile geteilt. Zwei Höfe lagen im Westen und einer im Osten; jeder konnte separat verteidigt werden und die Gesamtfläche betrug etwa 1,21 Hektar. Die Burg wurde im 12. Jahrhundert hauptsächlich aus Holz gebaut; nur einige Steine waren enthalten, die aber beim Neubau im 13. Jahrhundert wiederverwendet wurden. Zwei Erdwerkkreise im Norden und im Süden der Burg, möglicherweise bestückt mit hölzernen Palisaden, friedeten die frühe Siedlung von Longtown ein. In der Region gab es im Rest des 12. Jahrhunderts Unruhen, weil örtliche walisische Stämme gegen die Herrschaft der Normannen aufbegehrten.

### Ausbau und Niedergang
Anfang des 13. Jahrhunderts wurde die Burg umfangreich in Stein neu gebaut. Ein steinerner Donjon wurde in den 1220er- oder 1230er-Jahren in Form eines großen Rundturms mit 5 Meter dicken Mauern und drei Tourellen in regelmäßigen Abständen voneinander errichtet. Es entstand ein Saal im Obergeschoss. Diese runden Donjons sind typisch für die Welsh Marches; man findet sie auch in Skenfrith Castle und Caldicot Castle. Der Grund für diese Bauweise ist nicht bekannt; sie scheint nur wenige militärische Vorteile gehabt zu haben. Das Mauerwerk besteht aus Shale-Bruch mit einigen Einzelteilen aus Werkstein; die Mauern sind etwa 4 Meter dick, die Fundamente des Donjons sind extrem flach. Ein inneres Tor zu den westlichen Burghöfen wurde in einfacher Bauweise mit zwei kleinen Tourellen errichtet und scheint mit einem Fallgatter ausgerüstet worden zu sein; eine 3 Meter dicke Mauer umschloss den Rest des inneren westlichen Hofes und eine weitere Steinmauer umschloss den äußeren westlichen Hof. Im inneren westlichen Hof scheinen sich der Rittersaal und einige Hilfsgebäude der Burg befunden zu haben. Die Arbeiten an der Burg kosteten die De Lacys etwa £ 37, damals eine gewaltige Summe. Die Siedlung Longtown wurde vermutlich zur selben Zeit, zu der der Bau der Burg stattfand, gegründet und sie wuchs und gedieh anfangs.

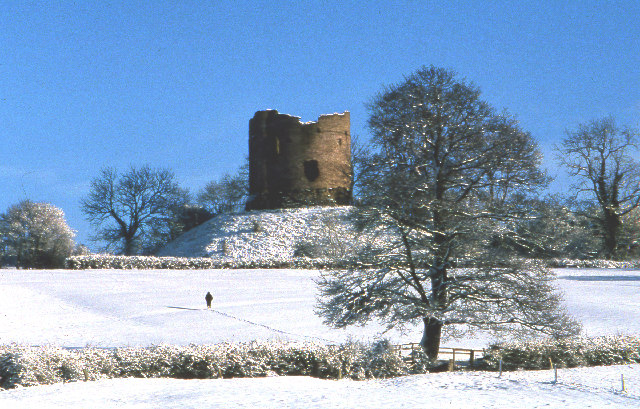
Mound und Donjon im Schnee, 1978

Die Familie De Lacy kontrollierte Longtown Castle bis zu Walter de Lacys Tod 1234. John fitz Geoffrey erwarb dann die Burg in einer Zeit erhöhten Konfliktpotentials und Spannungen zwischen den walisischen Prinzen Llywelyn ab Iorwerth und Dafydd ap Llywelyn und den englischen Marcher Lords. Dann fiel die Burg an John Verdon und seine Söhne, die mit der örtlichen Gesetzlosigkeit und den walisischen Revolten kämpften, die sich bis zum Ende des 13. Jahrhunderts fortsetzten. König Eduard I. hatte zeitweise die Burg und die Ländereien von Johns Sohn Theobald Verdon konfisziert. 1316 fiel die Burg an Bartholomew de Berghersh. Sie diente weiterhin als Festung, und 1317 befahl der König, sie mit einer Garnison von 30 Mann zu belegen.
Die Burg verlor an Bedeutung und fiel 1369 an die Despensers und dann an die Beauchamps, von denen keiner die Burg nutzte. König Heinrich IV. ließ sie als Antwort auf den Aufstand von Owain Glyndŵr in Nordwales 1403 zeitweise wieder befestigen. Die Nevilles erwarben das Anwesen im 15. Jahrhundert und es blieb bis in die 1970er-Jahre in den Händen der Herren von Abergavenny. Nach der Pest war die Bevölkerungszahl der Siedlung stark gefallen; das eingefriedete Gebiet nördlich der Burg wurde aufgegeben, und im 16. Jahrhundert war Longtown kein funktionierender Handelsplatz mehr.
Es ist nicht klar, ob Burg oder Siedlung im englischen Bürgerkrieg 1642–1645 eine Rolle spielten, auch wenn man Kanonenkugeln aus dieser Zeit in der Burgruine gefunden hat. Die lokale mündliche Überlieferung weiß, dass die Burg im Bürgerkrieg geschleift oder absichtlich zerstört wurde. Bausteine aus der Burg wurden ab dem 17. Jahrhundert zum Bau von Gebäuden in der Siedlung benutzt. Im 18. Jahrhundert entstanden ein Haus und ein Ladengeschäft im östlichen Burghof, zusammen mit einem Hof und einem Garten. Ein Galgen wurde in der Burg bis 1790 genutzt. Weiterhin griffen neue Gebäude in die Burgruine ein. Ende des 19. Jahrhunderts waren eine Schule und ein weiteres Haus, Castle Lodge, auf dem Gelände der Burg gebaut worden. Weitere Gebäude wurden von außen gegen die Burgmauern errichtet.

### 20. und 21. Jahrhundert
In den 1970er-Jahren erwarb das Ministry of Works Longtown Castle. Die Burgruine befand sich in schlechtem Zustand und so mussten umfangreiche Restaurierungsarbeiten durchgeführt werden, zum Beispiel die Entfernung vieler Gebäude, die in der Neuzeit entlang der Mauern gebaut worden waren. Heute, im 21. Jahrhundert, wird der zentrale Teil von Longtown Castle mit der Ruine des Donjons, dem inneren Torhaus und den Fragmenten der Kurtine von English Heritage als Touristenattraktion betrieben, auch wenn die weiter entfernten Erdwerke auf Privatgrund liegen. Die Burgruine gilt als Scheduled Monument.